# Édouard Sans
Pour les articles homonymes, voir Sans.
Édouard Sans, né le 21 juillet 1934 à Saurat (Ariège) et mort le 22 avril 2017 à Toulouse est un germaniste et traducteur français.

## Biographie
Durant la Guerre d'Algérie, après une formation à l'École de cavalerie de Saumur, il sert durant deux ans comme lieutenant et quitte l'armée avec le grade de capitaine de réserve.
Agrégé d'allemand, il enseigne à Metz puis à Pau, avant de devenir assistant à la Faculté des lettres et sciences humaines de Rennes, puis inspecteur d'académie dans divers départements. Il dirige de 1974 à 1980 la Direction de l'enseignement français en Allemagne (DEFA).

## Œuvres
- Édouard Sans, Avant-propos au Jeu des perles de verre : essai de biographie du Magister Ludi Joseph Valet : accompagné de ses écrits posthumes / présenté par Hermann Hesse ; traduction de l'allemand [et préfacé] par Jacques Martin, Paris, Librairie générale française, 1999
- Richard Wagner et la pensée schopenhauerienne, Klincksieck, 1969
- Visages de l'Allemagne : Guide culturel (avec René Cheval ; préface de Carlo Schmid), Hachette, 1978 / 2e édition revue et corrigée, 1980
- L'essentiel de la grammaire allemande (avec Robert Espenon ; préface de Jean-Paul Confais), Hachette, 1989
- Les difficultés du thème allemand (avec Philippe Lecomte), Masson, 1991
- Richard Wagner et Schopenhauer, nouvelle édition révisée, Toulouse, Éditions universitaires du Sud, 1999[2]
- Schopenhauer, collection Que sais-je ? no 2551, PUF, 1993  (ISBN 978-2-13-043330-9)

Traduction
- Arthur Schopenhauer, De la Volonté dans la nature (Über den Willen in der Natur, Schriften zur Naturphilosophie und zur Ethik) ; traduction avec introduction et notes par Édouard Sans, 1re édition 1969, collection Quadrige, PUF, dernière édition 2017  (ISBN 978-2-13-078619-1)